# Codice Kansas
Il Codice Kansas è un complotto fittizio presente nel film commedia del 2009 Black Dynamite. Il piano consiste nel ridurre le dimensioni dei peni degli uomini di colore, generalmente ritenute maggiori rispetto ai bianchi e quindi causa di invidia. Si tratta di una demenziale parodia dei nomi in codice utilizzati dai militari, nonché una satira diretta sulle paranoie razziste e bigotte di Richard Nixon, nel film Presidente degli Stati Uniti in carica.
Il Codice Kansas è diventato un meme di internet ed è una delle gag più celebri del film, che oggi è un cult negli Stati Uniti.

## Nel film
Nel tentativo di sgominare definitivamente il traffico di eroina, Black Dynamite e i suoi amici Bullhorn, Cream Corn, Saheed e Gunsmoke scoprono che il magazzino più grande nasconde solo bottiglie di Anaconda Malt Liquor, un liquore al malto da poco lanciato sul mercato dal Governo e pubblicizzato come "L'unico liquore al malto che porta il sigillo della corona dello Zio Sam". Decidono quindi di usare su uno degli uomini che sorvegliavano il magazzino la droga della verità, che tuttavia gli fa pronunciare solamente:
Delusi dall'assenza di droga, i protagonisti si allontanano, mentre Gunsmoke preleva alcune bottiglie, apprezzandone il contenuto. Recatisi ad un Diner, i personaggi decidono di rilassarsi e mangiare, e mentre Cream Corn cerca di ordinare waffles, a dire di Bullhorn "talmente buoni da sciogliersi in bocca", Black Dynamite, che era ancora concentrato sulla confessione dell'uomo, realizza e decifra il Codice Kansas.
785 è il prefisso di Topeka, nel Kansas. "Codice Kansas" scritto al contrario meno le ultime due lettere è "Snake Doc", un riferimento al semidio guaritore Esculapio. Il padre di Esculapio, Apollo, una volta uccise il serpente di Delfi, un serpente gigante, e il serpente più grande del mondo è l'Anaconda sudamericana. Lo slogan recita "Anaconda Malt Liquor ti fa fare Ooooohh'", un rumore reso popolare anche da Little Richard, e Dick è un sinonimo di Richard. "Anaconda Malt Liquor ti fa fare Little Richard". Dick in inglese è un diminutivo del membro maschile. Pertanto, "Anaconda Malt Liquor ti fa fare little dick"»
Sconvolto dalla scoperta, il gruppo si reca a casa di Gunsmoke e lo trovano morente e con un pene estremamente rimpicciolito, pertanto lo sopprimono. Verso il finale della storia, lo scienziato che ha creato il siero celato nell'Anaconda rivela che la sua invenzione fa l'opposto di ciò che chiesero, ovvero "rende il pene delle dimensioni di quello di una tartaruga", lasciando intendere che inizialmente il Codice Kansas serviva ad ingrandire il membro dei bianchi.

## Errori volontari
Il film è chiaramente ambientato negli anni '70, e 785 non divenne il prefisso di Topeka fino al 1997, fino a quel momento era 913. L'astrologia zodiacale non venne peraltro inventata in Grecia nel 785 a.C., ma ci sono cenni storici della Babilonia di almeno due secoli prima. Infine, la risoluzione del Codice Kansas è per gran parte inutile, poiché tutta la parentesi storica e mitologica non ha alcun collegamento con lo slogan di Anaconda Malt Liquor, rendendo la scena ancora più delirante e comica.